# Casas-Ibáñez (Gerichtsbezirk)
Der Gerichtsbezirk Casas-Ibáñez ist einer der sieben Gerichtsbezirke in der Provinz Albacete.
Der Bezirk umfasst 20 Gemeinden auf einer Fläche von 1.435,09 km² mit dem Hauptquartier in Casas-Ibáñez.

## Gemeinden
| Gemeinde                    | Einwohner (2024) | Fläche km² | Dichte Einw./km² | Cod INE | Postleitzahl |
| --------------------------- | ---------------- | ---------- | ---------------- | ------- | ------------ |
| Abengibre                   | 759              | 30,77      | 25               | 02001   | 02250        |
| Alborea                     | 676              | 72,05      | 9                | 02005   | 02215        |
| Alcalá del Júcar            | 1.117            | 146,82     | 8                | 02007   | 02210        |
| Balsa de Ves                | 124              | 76,35      | 2                | 02013   | 02214        |
| Casas de Juan Núñez         | 1.361            | 88,98      | 15               | 02021   | 02151        |
| Casas de Ves                | 548              | 125,09     | 4                | 02023   | 02212        |
| Casas-Ibáñez                | 4.591            | 103,22     | 44               | 02024   | 02200        |
| Cenizate                    | 1.160            | 63,26      | 18               | 02026   | 02247        |
| Fuentealbilla               | 1.799            | 108,29     | 17               | 02034   | 02260        |
| Golosalvo                   | 85               | 28,18      | 3                | 02036   | 02253        |
| Jorquera                    | 358              | 67,97      | 5                | 02041   | 02248        |
| Mahora                      | 1.465            | 108,14     | 14               | 02046   | 02240        |
| Motilleja                   | 668              | 23,82      | 28               | 02052   | 02220        |
| Navas de Jorquera           | 533              | 42,26      | 13               | 02054   | 02246        |
| Pozo-Lorente                | 386              | 80,96      | 5                | 02064   | 02154        |
| La Recueja                  | 221              | 29,74      | 7                | 02066   | 02249        |
| Villa de Ves                | 55               | 57,54      | 1                | 02077   | 02213        |
| Villamalea                  | 3.973            | 127,99     | 31               | 02079   | 02270        |
| Villatoya                   | 113              | 18,82      | 6                | 02082   | 02215        |
| Villavaliente               | 201              | 34,84      | 6                | 02083   | 02154        |
| Gerichtsbezirk Casas-Ibáñez | 20.193           | 1.435,09   | 14               | –       | –            |